# Cristina Marcos i Herrero
Cristina Marcos Herrero (Barcelona, 15 de febrer de 1968) és una jugadora de waterpolo catalana, ja retirada.
Formada al CN Sant Feliu, l'any 1989 va jugar al CE Mediterrani, amb el qual va guanyar tres Copes catalanes, tres Campionats de Catalunya, vuit Lligues espanyoles i dues Copes de la Reina durant la dècada de 1990. També va participar en competicions europees. Internacional amb la selecció espanyola de waterpolo en seixanta-cinc ocasions entre 1991 i 1998, va disputar els Campionats d'Europa de 1993 i 1997. Va retirar-se de la competició al final de la temporada 1997-98.
Entre d'altres distincions, va rebre la medalla de bronze (1994) i d'or (1997) de serveis distingits de la Reial Federació Espanyola de Natació i la medalla del mèrit esportiu de la Federació Catalana de Natació (1997).

## Palmarès
- 3 Copa de Catalunya de waterpolo femenina: 1991, 1995, 1996
- 3 Campionats de Catalunya de waterpolo femení: 1996, 1997, 1998
- 8 Lliga espanyola de waterpolo femenina: 1989-90, 1991-92, 1992-93, 1993-94, 1994-95, 1995-96, 1996-97, 1997-98
- 2 Copa espanyola de waterpolo femenina: 1996-97, 1997-98